# ۳۵ بره
۳۵ بره یک ستاره است که در صورت فلکی برج حمل قرار دارد.